# Увачан, Зоя
Зоя Увачан (род. 16 декабря 1944) — советская и латвийская шашистка, чемпионка Латвии по международным шашкам (1983, 1984, 1985), многократный призёр чемпионатов Латвии по международным и чемпионатов Латвии по русским шашкам. Мастер ФМЖД среди женщин (MFF) c 2020 года. По национальности эвенка. Переехала в Латвию из Красноярска. Выступает за клуб «RTU Riga». Проживает в Риге.

### Международные шашки
Бронзовый призёр традиционного международного турнира "Розы Согдианы", проводимого под эгидой ФМЖД (Самарканд, 1984).
Участница чемпионатов Европы по международным шашкам 2008 (39 место) и 2014 годов (25 место).
Чемпионка Европы 2011 года по международным шашкам среди ветеранов в формате блиц.
Серебряный призёр чемпионата Европы по международным шашкам среди ветеранов 2016 года.
Трижды побеждала на чемпионате Латвии, становилась вторым призёром в 1982, 2004, 2014 годах, заняла третье место в 2020 году.
Свой наивысший рейтинг имела в 2001 году — 2071.

### Русские шашки
Занимала третье место на чемпионатах Латвии в 2011, 2013, 2015 и 2017 годах.